# Toma Simionov
Toma Simionov, né le 30 octobre 1955 à Caraorman (ro), est un céiste roumain. Il est le frère de Gheorghe Simionov.

## Carrière
Toma Simionov participe aux Jeux olympiques d'été de 1980 à Moscou, il remporte le titre olympique en C-2 1 000 m. Lors des Jeux olympiques de 1984 à Los Angeles, remporte à nouveau la médaille d'or en C-2 1 000 m et la médaille d'argent en C-2 500 m.